# Peter II van Alençon
Peter II van Alençon bijgenaamd de Edele (circa 1340 - Argentan, 20 september 1404) was van 1361 tot aan zijn dood graaf van Alençon en van 1377 tot aan zijn dood graaf van Perche. Hij behoorde tot het huis Valois-Alençon.

## Levensloop
Peter II was de derde zoon van graaf Karel II van Alençon en diens tweede echtgenote Maria, dochter van Ferdinand de la Cerda, troonpretendent van het koninkrijk Castilië. In 1361 werd hij graaf van Alençon in opvolging van zijn oudere broer Karel III, die geestelijke werd. Na het overlijden van zijn broer Robert in 1377 erfde Peter eveneens de graafschappen Perche en Porhoët.
In 1360 werd hij als onderdeel van het Verdrag van Brétigny als gijzelaar naar Engeland gestuurd. Na zijn vrijlating vocht hij samen met zijn broer Robert tegen de Engelsen in Aquitanië, waarbij ze Limoges innamen. Een poging om Usson te veroveren mislukte. Later vocht hij onder veldheer Bertrand du Guesclin in Bretagne, maar bij een aanval nabij Hennebont raakte Peter gewond. In 1388 begeleidde hij koning Karel VI van Frankrijk bij de veldtocht tegen hertog Willem I van Gelre.
In Bellême liet hij een nieuw kasteel bouwen tegenover het oude.
Peter II van Alençon stierf in september 1404.

## Huwelijk en nakomelingen
In 1371 huwde Peter II met Maria van Chamaillard (1345-1425), burggravin van Beaumont-au-Maine. Ze kregen acht kinderen:
- Maria (1373-1417), huwde in 1389 met Jan VII van Harcourt, graaf van Aumale
- Peter (1374-1375)
- Jan (1375-1376)
- Maria (1377-1377)
- Johanna (1378-1403)
- Catharina (1380-1462), huwde eerst in 1411 met Peter van Navarra, graaf van Mortain en daarna in 1413 met hertog Lodewijk VII van Beieren-Ingolstadt
- Margaretha (1383 - na 1400), kloosterzuster in Argentan
- Jan I (1385-1415), graaf en hertog van Alençon

Ook had hij een buitenechtelijke zoon:
- Peter, heer van Aunou

## Voorouders
| Voorouders van Peter II van Alençon (1340-1404) | Voorouders van Peter II van Alençon (1340-1404)                             | Voorouders van Peter II van Alençon (1340-1404)                             | Voorouders van Peter II van Alençon (1340-1404)                        | Voorouders van Peter II van Alençon (1340-1404)                        | Voorouders van Peter II van Alençon (1340-1404)                       | Voorouders van Peter II van Alençon (1340-1404)                       | Voorouders van Peter II van Alençon (1340-1404)                     | Voorouders van Peter II van Alençon (1340-1404)                     |
| ----------------------------------------------- | --------------------------------------------------------------------------- | --------------------------------------------------------------------------- | ---------------------------------------------------------------------- | ---------------------------------------------------------------------- | --------------------------------------------------------------------- | --------------------------------------------------------------------- | ------------------------------------------------------------------- | ------------------------------------------------------------------- |
| Overgrootouders                                 | Filips III van Frankrijk (1245-1285) ∞ 1262 Isabella van Aragón (1247-1271) | Filips III van Frankrijk (1245-1285) ∞ 1262 Isabella van Aragón (1247-1271) | Karel II van Napels (1254-1309) ∞ 1270 Maria van Hongarije (1257-1323) | Karel II van Napels (1254-1309) ∞ 1270 Maria van Hongarije (1257-1323) | Ferdinand de la Cerda (1255-1275) ∞ Blanche van Frankrijk (1252-1310) | Ferdinand de la Cerda (1255-1275) ∞ Blanche van Frankrijk (1252-1310) | Juan Núñez I de Lara (-1294) ∞ Teresa Díaz II de Haro (-)           | Juan Núñez I de Lara (-1294) ∞ Teresa Díaz II de Haro (-)           |
| Grootouders                                     | Karel van Valois (1270-1325) ∞ 1290 Margaretha van Anjou (1273-1299)        | Karel van Valois (1270-1325) ∞ 1290 Margaretha van Anjou (1273-1299)        | Karel van Valois (1270-1325) ∞ 1290 Margaretha van Anjou (1273-1299)   | Karel van Valois (1270-1325) ∞ 1290 Margaretha van Anjou (1273-1299)   | Ferdinand de la Cerda (1275-1322) ∞ Juana Núñez de Lara (1286-1351)   | Ferdinand de la Cerda (1275-1322) ∞ Juana Núñez de Lara (1286-1351)   | Ferdinand de la Cerda (1275-1322) ∞ Juana Núñez de Lara (1286-1351) | Ferdinand de la Cerda (1275-1322) ∞ Juana Núñez de Lara (1286-1351) |
| Ouders                                          | Karel II van Alençon (1297-1346) ∞ 1290 Maria de la Cerda                   | Karel II van Alençon (1297-1346) ∞ 1290 Maria de la Cerda                   | Karel II van Alençon (1297-1346) ∞ 1290 Maria de la Cerda              | Karel II van Alençon (1297-1346) ∞ 1290 Maria de la Cerda              | Karel II van Alençon (1297-1346) ∞ 1290 Maria de la Cerda             | Karel II van Alençon (1297-1346) ∞ 1290 Maria de la Cerda             | Karel II van Alençon (1297-1346) ∞ 1290 Maria de la Cerda           | Karel II van Alençon (1297-1346) ∞ 1290 Maria de la Cerda           |